# Erzen
Erzen är en 108 km lång flod i centrala Albanien.
Källan ligger i Mali me Gropa 25 km öster om Tirana nära Shëngjergj. Den flyter mot nordväst genom Petrelë och Sukth för att mynna i Gjiri i Lalëzit i Adriatiska havet 12 km norr om Durrës